# Гуыдырты ком
Гуыдырты ком (осет. Гуыдырты ком, буквально – Ущелье замко́в) — в осетинской мифологии и нартском эпосе наименование существа, обитающего около селения Ход в Алагирском ущелье.  

## Мифология
Гуыдырты ком представляет собой ужасное чудовище, которое живёт на склоне Белой горы около селения Ход. Верхняя челюсть чудовища касается неба, а нижняя челюсть располагается на земле. Чудовище громогласно и страшно рычит и своим рыком втягивает в свою пасть всё, что в данный момент находится у подножия Белой скалы. Рык Гуыдырты ком сотрясает небеса во время грозы и вызывает град. Чтобы избавиться от рыка чудовища и града, жители окрестных сёл ежегодно весной приносили ему жертву. 

## Источник
- Дзадзиев А. Б., Этнография и мифология осетин, Владикавказ, 1994, стр. 44, ISBN 5-7534-0537-1
- Ж. Дюмезиль, Осетинский эпос и мифология, Владикавказ, изд. Наука, 2001.